# Sofia Parnok
Sofia Jakovlevna Parnok (ryska: Софи́я Я́ковлевна Парно́к), född 11 augusti 1885 i Taganrog, död 26 augusti 1933 i Moskva, var en rysk poet och översättare. Hon kallades för ”Rysslands Sapfo” för sin poesi, som ofta hade lesbisk kärlek som tema.
Sofia Parnok var av en rysk-judisk apotekarfamilj från Taganrog. Hon var syster till poeten Valentin Parnakh och barnboksförfattaren Jelizaveta Tarakhovskaja. Efter studentexamen 1903 flyttade Parnok till Schweiz för att studera vid Conservatoire de musique de Genève. Pengabrist tvingade dock henne tillbaka till Ryssland och hon började studera vid Konservatoriet i St. Petersburg i slutet av 1904. Hon hoppade av studierna efter en tid och återvände till Schweiz 1905, där hon skrev sin första pjäs, Drömmen. Hon återvände till Taganrog i juni 1906 och gifte sig 1907 med poeten Vladimir Volkenstein. Äktenskapet upplöstes två år senare och Parnok flyttade till Moskva. Hon försörjde sig där som journalist och översättare.
1914 träffade Parnok poeten Marina Tsvetajeva, som utvecklades till en passionerad kärleksaffär. Kort innan deras kärleksrelation upphörde släppte Parnok sin första diktsamling, Dikter, 1916. Denna anses vara den första i sitt slag i rysk poesi som skildrar lesbisk kärlek. En tid senare inledde Parnok ett förhållande med skådespelerskan Ludmilla Erarskaja och sommaren 1917 flyttade de till Sudak på Krimhalvön. Här skrev hon bland annat texten till Alexander Spendiaryans opera Almast. Under 1920-talet skrev hon diktsamlingarna Pierias rosor (1922), Vinrankan (1923), Musik (1926) och Halvröstad (1928). Den sovjetiska censuren gjorde från 1928 det omöjligt för henne att få sina verk publicerade.
Parnok hade ett förhållande med matematikern Olga Tsuberbiller från 1925 till sin död 1933. Hon hade även en kärleksaffär med fysikern Nina Vedenejeva.
Som översättare har hon bland annat översatt verk av Charles Baudelaire, Romain Rolland, Marcel Proust och Henri Barbusse till ryska.